# 손수 (동오)
손수(孫秀, ? ~ ?)는 중국 삼국시대 오나라의 황족이며, 손견(孫堅)의 넷째아들 손광(孫匡)의 손자이다.

## 생애
234년 손권(孫權)을 따라 신성(新城)을 공격하던 아버지 손태(孫泰)는 위군이 쏜 화살에 맞아 죽었다. 이후 손수는 전장군(前將軍) 겸 하구독(夏口督)이 되었다. 270년 손호(孫皓)는 손수가 병권을 가진 것을 두려워하여 측근 하정(何定)을 보내 하구 일대를 약탈하게 했다. 이 때문에 해를 입을까 두려워한 손수는 가족들과 함께 진나라로 달아났다. 사마염(司馬炎)은 그 해 12월에 손수를 표기장군(驃騎將軍)으로 임명하고 회계공(會稽公)으로 봉했다.
280년 오나라가 멸망하자, 손수는 사마염에게 축하를 드리지 않고 남쪽을 바라보며 탄식하였다. 원래 진나라에서 손수에게 높은 벼슬을 내린 것은 오나라 사람들을 끌어들이려는 것이었는데, 오나라가 멸망했으므로 더 이상 쓸모가 없어졌다 여기고 복파장군(伏波將軍)으로 강등시켰다. 그 이후의 행적은 전해 내려오지 않는다.